# Križevska vas (Metlika, Slovenija)
Križevska vas je naselje u slovenskoj Općini Metliki. Križevska vas se nalazi u pokrajini Dolenjskoj i statističkoj regiji Jugoistočnoj Sloveniji. 

## Stanovništvo
Prema popisu stanovništva iz 2002. godine naselje je imalo 193 stanovnika.